# أحمد البوخاري
أحمد البوخاري ولد عام 1938 في آسفي، هو عميل سابق في فرقة كاب-1 ذات الخلفية السياسية التابعة لمديرية مراقبة التراب الوطني خاصة الخدمة السرية الداخلية المغربية.
ادعى البوخاري أنه شارك في العملية التي دبرت اختطاف وتصفية المهدي بن بركة، حيث أكد على أنه واحد من الشهود الباقين والشاهدين على قضية تصفية بن بركة.

## قضية بن بركة
على الرغم من أنه لم يكن موجودا في مسرح الجريمة، إلا أنه قدم كل المعلومات عن العملية، حيث يدعي أن وكالة المخابرات المركزية متورطة هي الأخرى في هذه القضية رفقة العقيد مارتن.
ادعى البوخاري في اعترافاته أن جثة بن بركة تم نقلها سرا إلى المغرب حيث تمت إذابتها في حمام من الحمض. غير أن الصحيفة الموالية للحكومة في المغرب ادعت أن بخاري هو مجرد جاسوس كاذب. هذا وتجدر الإشارة إلى أن فيلم "j'ai vu Tuer Ben Barka" استند جزئيا على مجموعة من المقاطع في الكتاب الذي ألفه أحمد ويحكي فيه عن كل ما حصل في هذه القضية.

## المنشورات
قام أحمد البوخاري بتأليف كتابين، الأول يتحدث فيه عن قضية بن بركة تحت عنوان «السر» (بالفرنسية: Le Secret)، أما الثاني فحمل عنوان «أسباب الدولة» (بالفرنسية: Raisons D'état) (نشر في عام 2005) حيث يروي فيه بالتفصيل معظم عمليات المخابرات المغربية ما بين 1960 إلى 1980، خاصة خلال فترة قمع مختلف الحركات المنشقة ومعظمها تنتمي إلى اليسار الاشتراكي.

## الاعتقال، المحاكمة والمضايقات من قبل السلطات
بسبب ثورته وكشفه للعديد من الأسرار، فإن البوخاري يعاني من العديد من المشاكل والدعاوى مع العدالة في المغرب، بما في ذلك الدعاوى القضائية المرفوعة من قبل الموظفين السابقين في وكالة المخابرات المغربية وكذلك وزارة الداخلية،  وقد ذكر أحمد في كتابه أسماء كل هؤلاء، فضلا عن غيرها من الأمور الشائعة مثل الشيكات التي رفض البنك تصريفها له، والتي زعم أنها تستخدم ضده من أجل الحكم عليه بتهمة ممارسة أمور غير شرعية.
رفضت السلطات المغربية إصدار جواز سفر من أجل أحمد البوخاري، وقد طلبت المحكمة الفرنسية حضوره في عام 2001 من أجل الإدلاء بشهادته لقاضي التحقيق في قضية اختفاء بن بركة. وبعدما رفع دعوى قضائية في المحكمة الإدارية، تسلم بوخاري أخيرا جواز السفر في أوائل عام 2006.